# Велика комета 1811 року
Велика комета 1811 року (офіційне позначення C/1811 F1) — комета, яку можна було побачити неозброєним оком на небі приблизно 260 днів, що було найдовшим зареєстрованим періодом видимості до появи комети Гейла — Боппа 1997 року. За допомогою телескопів C/1811 F1 спостерігалась набагато довше, майже 17 місяців.

## Опис
Комета була виявлена вперше 25 березня 1811 року Оноре Фложергом на відстані 2,7 а. о. від Сонця. На той момент вона мала 5-у зоряну величину і знаходилася в пізніше скасованому сузір'ї Корабель Арго. У квітні відкриття комети було офіційно підтверджено.
Яскравість комети повільно збільшувалась і вона стала легко видимою неозброєним оком. Спостереження комети тривало до середини червня, коли вона зникла в променях Сонця, після чого стала видимою із Землі лише у серпні.
Перша попередня орбіта була обчислена в червні Йоганном Карлом Буркгардтом. Ґрунтуючись на цих розрахунках, Генріх Вільгельм Маттеус Ольберс зробив прогноз, що комета стане надзвичайно яскравою пізніше того ж року.
22 серпня комета з'явилася поблизу обрію на світанку. Вона була досить яскравою та мала короткий хвіст. З цього моменту її яскравість почала швидко зростати, а хвіст рости. На початку вересня його довжина склала 10°, і комету було добре видно на небі навіть за повного Місяця.
12 вересня комета досягла мінімальної відстані від Сонця (1,04 а. о.). Фрідріх Вільям Гершель, який спостерігав комету, оцінив розмір її ядра (фальшивого ядра) в 689 км :107. 16 жовтня 1811 року відстань комети від Землі досягла мінімуму (1,22 а. о.), а чотирма днями пізніше була зафіксована найбільша яскравість комети, коли вона досягла видимої зоряної величини в 0m, ставши порівнянною з найяскравішими зорями нічного неба. У жовтні яскравий роздвоєний хвіст комети мав довжину від 20° до 25°. Кома комети мала кутовий діаметр від 20 до 28 хвилин дуги, що відповідало її розміру понад 1,6 млн км — більше за діаметр Сонця.
У грудні 1811 року хвіст комети вигнувся від ядра на 70 градусів.
На Кубі комета була видимою неозброєним оком до 9 січня 1812 року, тобто загалом більше 9 місяців, що було рекордом аж до знаменитої комети Гейла — Боппа, на яку комета C/1811 F1 була схожа і в багатьох інших аспектах. Зокрема, ядро комети 1811 року також було незвичайно великим і мало 30—40 км в діаметрі, у обох був досить віддалений від Сонця перигелій (у комети Гейла — Боппа — 0,91 а. о.), а також довгий орбітальний період.
Останнє спостереження цієї комети датується 17 серпнем 1812 року. В цей день її у формі ледь помітної цятки 12-ї величини за допомогою телескопа зміг розрізнити Вікентій Вишневський у Новочеркаську:108.
Період обернення комети навколо Сонця був визначений у 3096 років. Тому наступне повернення комети очікується наприкінці п'ятого тисячоліття.

### В Україні
1812 року спостереження за Великою кометою 1811 року у метричній книзі Воскресенської церкви містечка Чуднова занотував парафіяльний священник Афанасій Самойлович.
Він досить детально описав комету, яку було видно неозброєним оком з початку листопада 1811 року до кінця лютого 1812 року — детально описано  саму комету (зміну яскравості; появу, пікову довжину та зникнення хвоста, його нахил), вказано місце  її розташування  на небосхилі, наведена серія малюнків комети. Ґрунтуючись на минулих дослідженнях астрономів, Афанасій Самойлович зробив припущення, що він спостерігав комету, яка до цього з'являлася 1450 року (лат. Cometa qui apparuit 1450 anno), і наступна її поява відбудеться знову через 361 рік у 2172 році. Але такі висновки виявились помилковими.

Опис Великої комети 1811 року, містечко Чуднів.
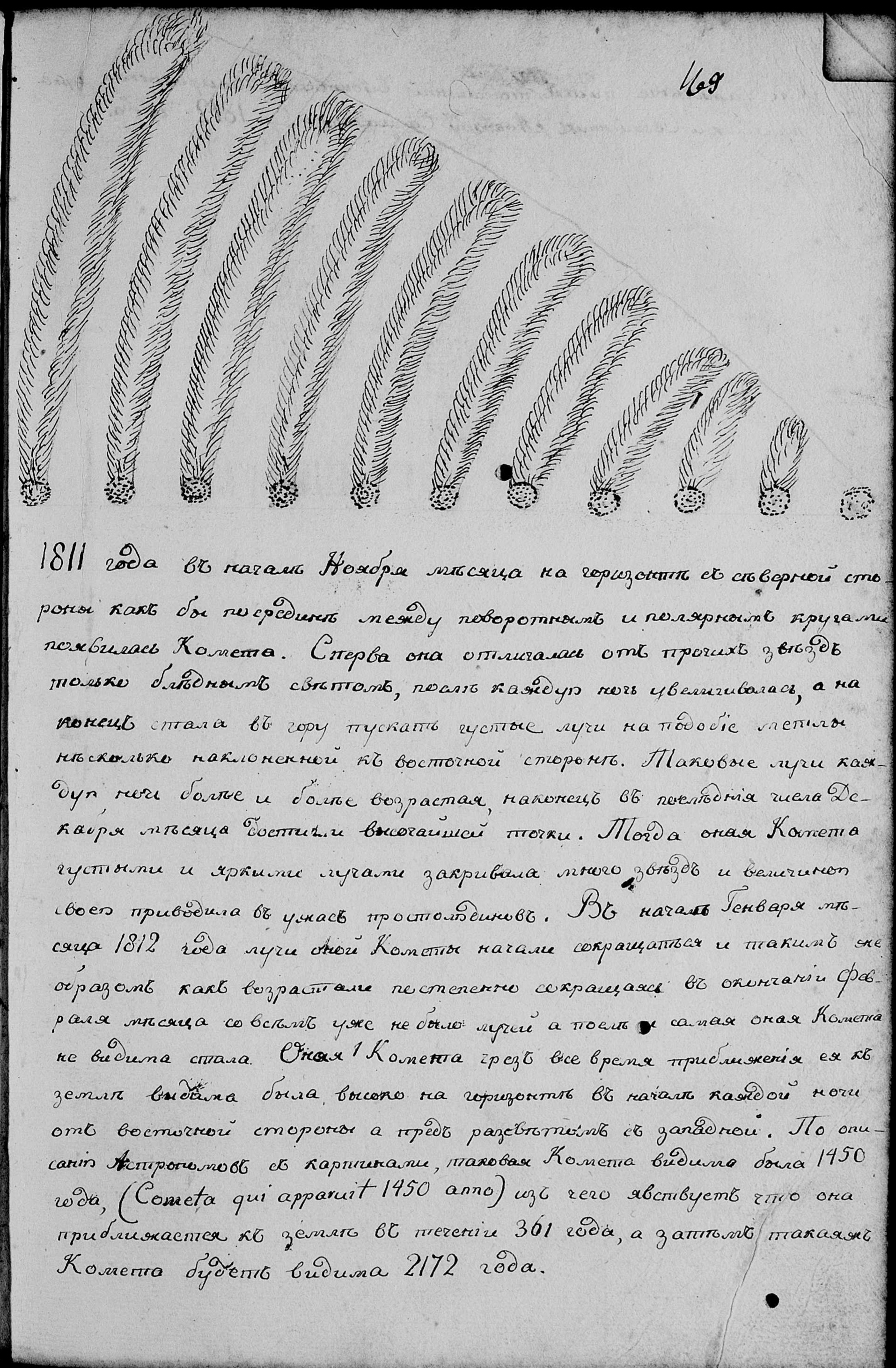
Опис.
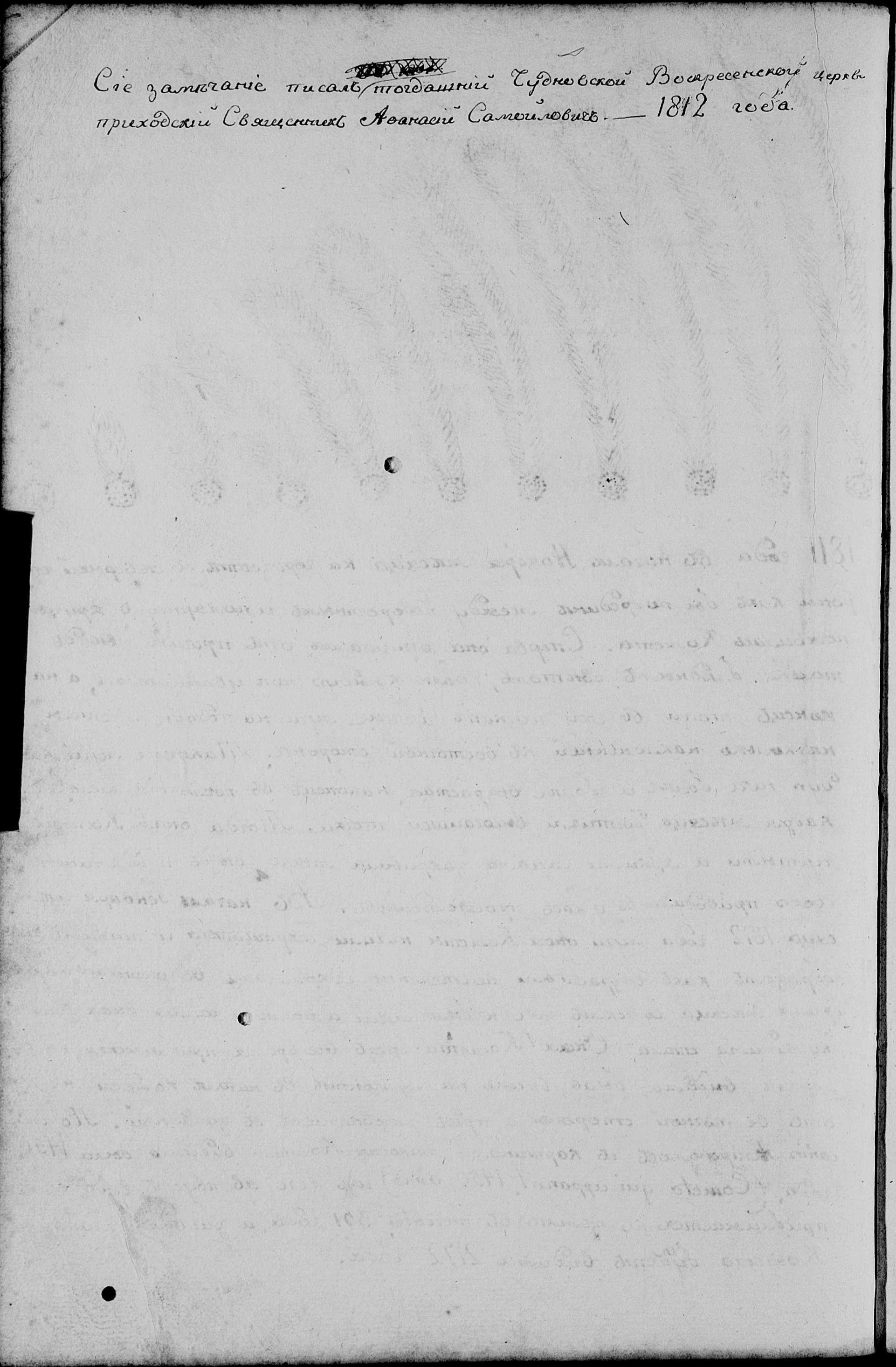
Зворотний бік аркуша.

Цю подію на початку вересня 1811 року занотував у своєму щоденнику митрополит Київський і Галицький Серапіон, який спостерігав комету над Києвом кілка днів.

## У культурі

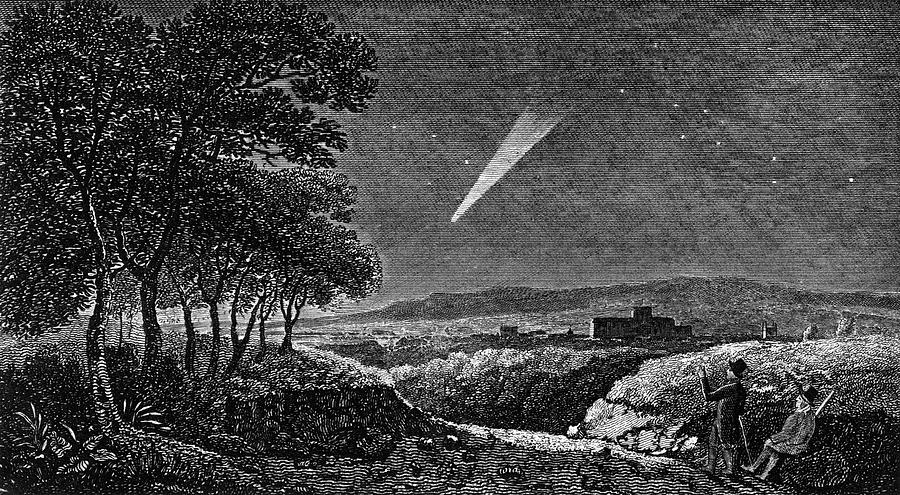
Велика комета 1811 року на світанку вранці 15 жовтня в небі поблизу Вінчестера, Англія. Гравюра Генрі Кука.

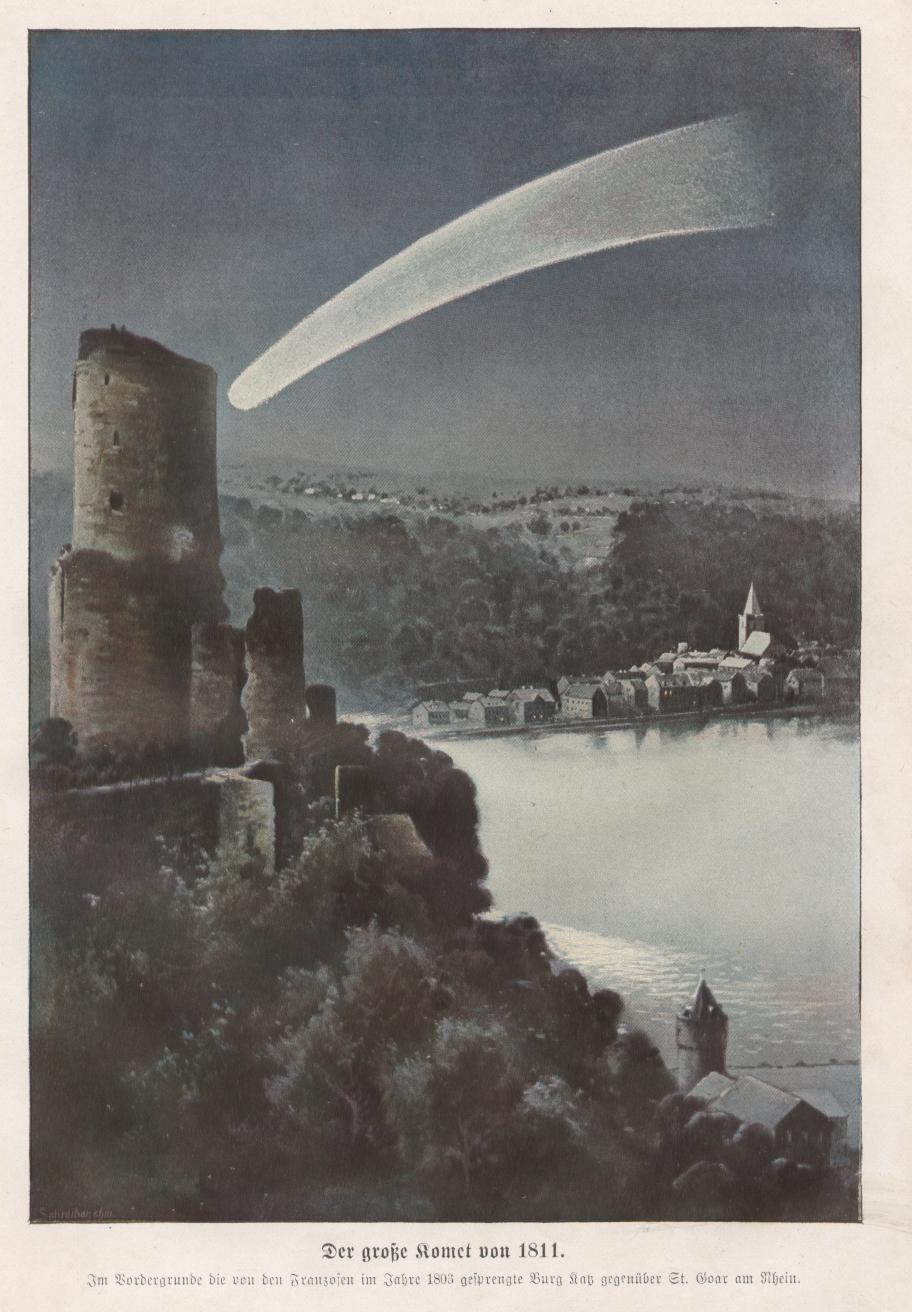
Комета 1811 року над Кац (замок), Німеччина. Картина 1870 року.

Комета 1811 року стала значним суспільним явищем того часу. У Франції її розглядали як провісник майбутньої війни з Росією, а Наполеон вважав появу комети знаком своєї майбутньої перемоги. Комету, що довго залишалася на небі, прагнули закарбувати художники, а британські політичні письменники та художники розважалися, висміюючи зв'язки імператора з кометами. Французькі вина 1811 року стали відомі як «вино комети».
У літературі згадки про Велику комету 1811 року зустрічаються, зокрема:
- у романі Олександра Пушкіна «Євгеній Онєгін» (1825—1832) згадується «вино комети» — вино врожаю 1811 року;
- у поемі Адама Міцкевича «Пан Тадеуш» (1834) як провісник важливих подій 1812 року;
- в автобіографії Ганса Андерсена «Казка мого життя» (1847) як одна з найяскравіших подій дитинства;
- у романі Льва Толстого «Війна і мир» (1869) як символ нового життя одного з головних героїв[11];
- у науково-фантастичному романі Жуля Верна «Гектор Сервадак» (1877) у главі, присвяченій кометам сонячної системи[12];
- в етюді Миколи Хвильового «Зав'язка» (1930) як приклад неосяжності у часовому вимірі[13].

У фільмі «Рік комети» (1992) всі події розгортаються навколо пляшки вина врожаю 1811 року (тобто вина року комети).